# Wiera Mariecka
Wiera Pietrowna Mariecka (ros. Вера Петровна Марецкая, ur. 18 lipca?/31 lipca 1906 w Barwisze pod Moskwą, zm. 17 sierpnia 1978 w Moskwie) – radziecka aktorka teatralna i filmowa.
Występy na scenie rozpoczynała pod kierunkiem Jewgienija Wachtangowa i Jurija Zawadskiego. Na ekranie zadebiutowała w 1925 roku w filmie Krojczy z Torżka.
Pochowana na Cmentarzu Nowodziewiczym w Moskwie.

## Wybrana filmografia
- 1925: Krojczy z Torżka (Закройщик из Торжка)[1], reż. Jakow Protazanow
- 1925: Jego wezwanie (Его призыв), reż. Jakow Protazanow
- 1926: Zielona żmija (Зелёный змий)[1], reż. Leonid Mołczanow
- 1928: Dom przy Trubnej (Его призыв)[1], reż. Boris Barnet
- 1929: Dwóch Buldi (Два-бульди-два)[1], reż. Lew Kuleszow
- 1928: Żywy trup (Живой труп)[1], reż. Fiodor Ocep
- 1935: Miłość i nienawiść (Любовь и ненависть)[1], reż. Albert Gendelsztein
- 1936: Zorze Paryża (Зори Парижа), reż. Grigorij Roszal
- 1936: Pokolenie zwycięzców (Поколение победителей)[1], reż. Wiera Strojewa
- 1939: Ziemia woła (Член правительства)[1], reż. Josif Chejfic i Aleksandr Zarchi
- 1941: Rodzina Artamonowych (Дело Артамоновых)[1], reż. Grigorij Roszal
- 1942: Kotowski (Котовский)[1], reż. Aleksandr Fajncymmer
- 1943: Ona broni Ojczyzny (Она защищает Родину)[1], reż. Fridrich Ermler
- 1944: Wesele (Мечта)[1], reż. Isidor Annienski
- 1947: Nauczycielka wiejska (Сельская учительница)[1], reż. Mark Donskoj
- 1949: One mają ojczyznę (У них есть Родина)[1], reż. Władimir Legoszin i Aleksandr Fajncymmer
- 1955: Matka (Мать)[1], reż. Mark Donskoj
- 1956: Pole, poletko (Полюшко-поле)[1], reż. Wiera Strojewa

## Nagrody i odznaczenia
- Zasłużony Artysta RFSRR (1935)
- Ludowy Artysta RFSRR (1943)
- Ludowy Artysta ZSRR (1949)
- Order „Znak Honoru” (1940)
- Nagroda Stalinowska (czterokrotnie: 1942, 1946, 1948, 1951)
- Order Czerwonego Sztandaru Pracy (trzykrotnie: 1944, 1947, 1960)
- Order Lenina (dwukrotnie: 1967, 1976)
- Bohater Pracy Socjalistycznej (1976)